# Fernost-Kindereisenbahn
| Bahnhof Pionerskaja, 2012 |                     |                          |                          |
| Streckenverlauf der Fernost-Kindereisenbahn |                     |                          |                          |
| Streckenlänge: | 2,5 km              |                          |                          |
| Spurweite: | 750 mm (Schmalspur) |                          |                          |
| |                     |                          |                          |
| \| \| \| Pionerskaja (Пионерская) \| \| \| \| Bahnsteig (платформа) \| \| \| \| Bahnsteig (платформа) \| \| \| \| Jubileinaja (Юбилейная) \| \| \| \| Depot (Депо) \| |                     |                          |                          |
| Kopfbahnhof Streckenanfang |                     | Pionerskaja (Пионерская) | Pionerskaja (Пионерская) |
| ehemaliger Haltepunkt / Haltestelle |                     | Bahnsteig (платформа)    | Bahnsteig (платформа)    |
| ehemaliger Haltepunkt / Haltestelle |                     | Bahnsteig (платформа)    | Bahnsteig (платформа)    |
| Bahnhof |                     | Jubileinaja (Юбилейная)  | Jubileinaja (Юбилейная)  |
| Betriebs-/Güterbahnhof Streckenende |                     | Depot (Депо)             | Depot (Депо)             |

Die Fernost-Kindereisenbahn (russisch Дальневосточная детская железная дорога, Dalnewostotschnaja detskaja schelesnaja doroga) ist eine schmalspurige Parkeisenbahn in der russischen Stadt Chabarowsk. Die Bahn wurde am 19. Mai 1958 als eine der vielen Pioniereisenbahnen in der Sowjetunion eröffnet und ist heute noch in Betrieb.

## Geschichte

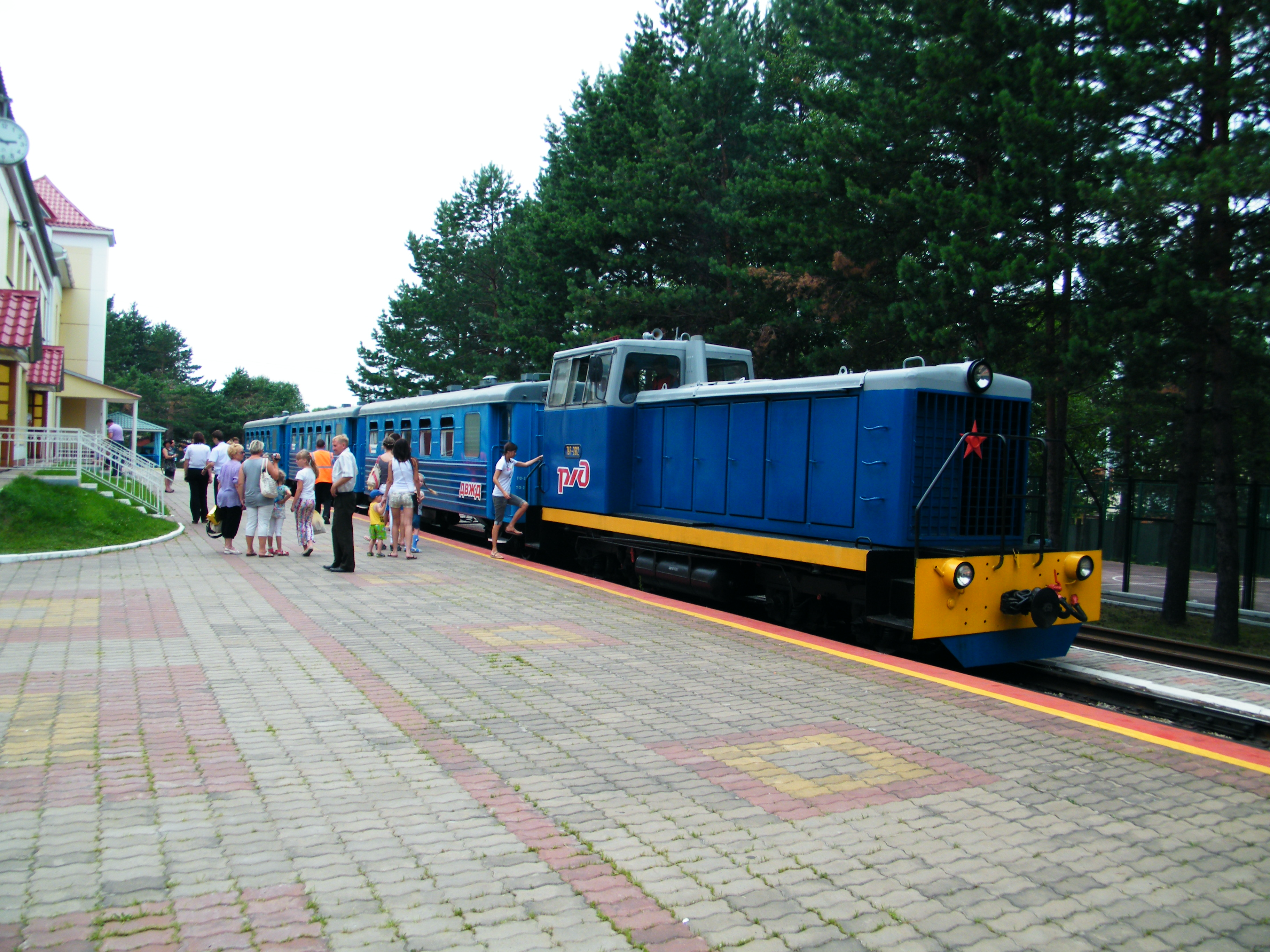
Diesellokomotive ТУ7, 2012

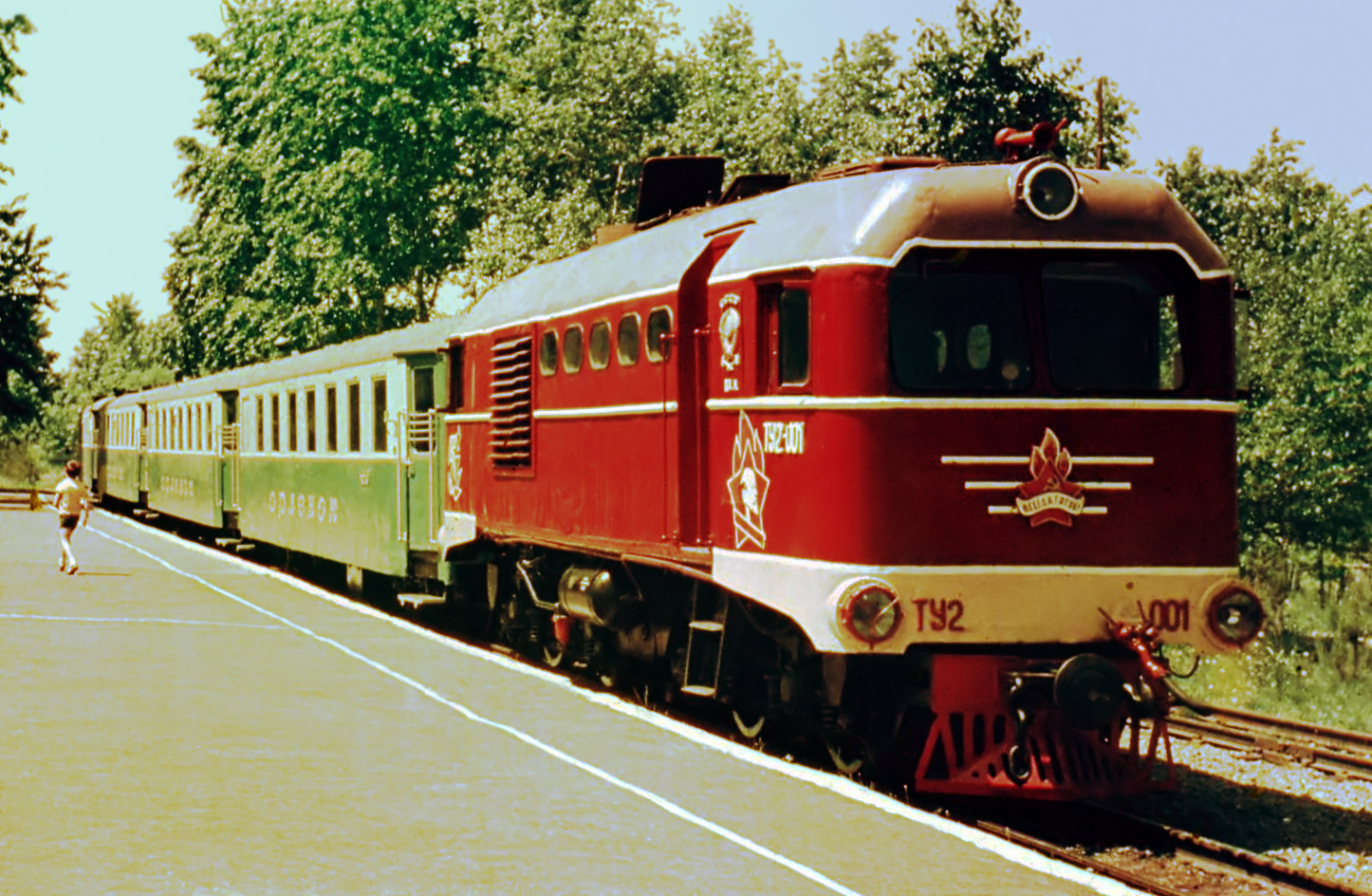
Diesellokomotive ТУ2, 1983

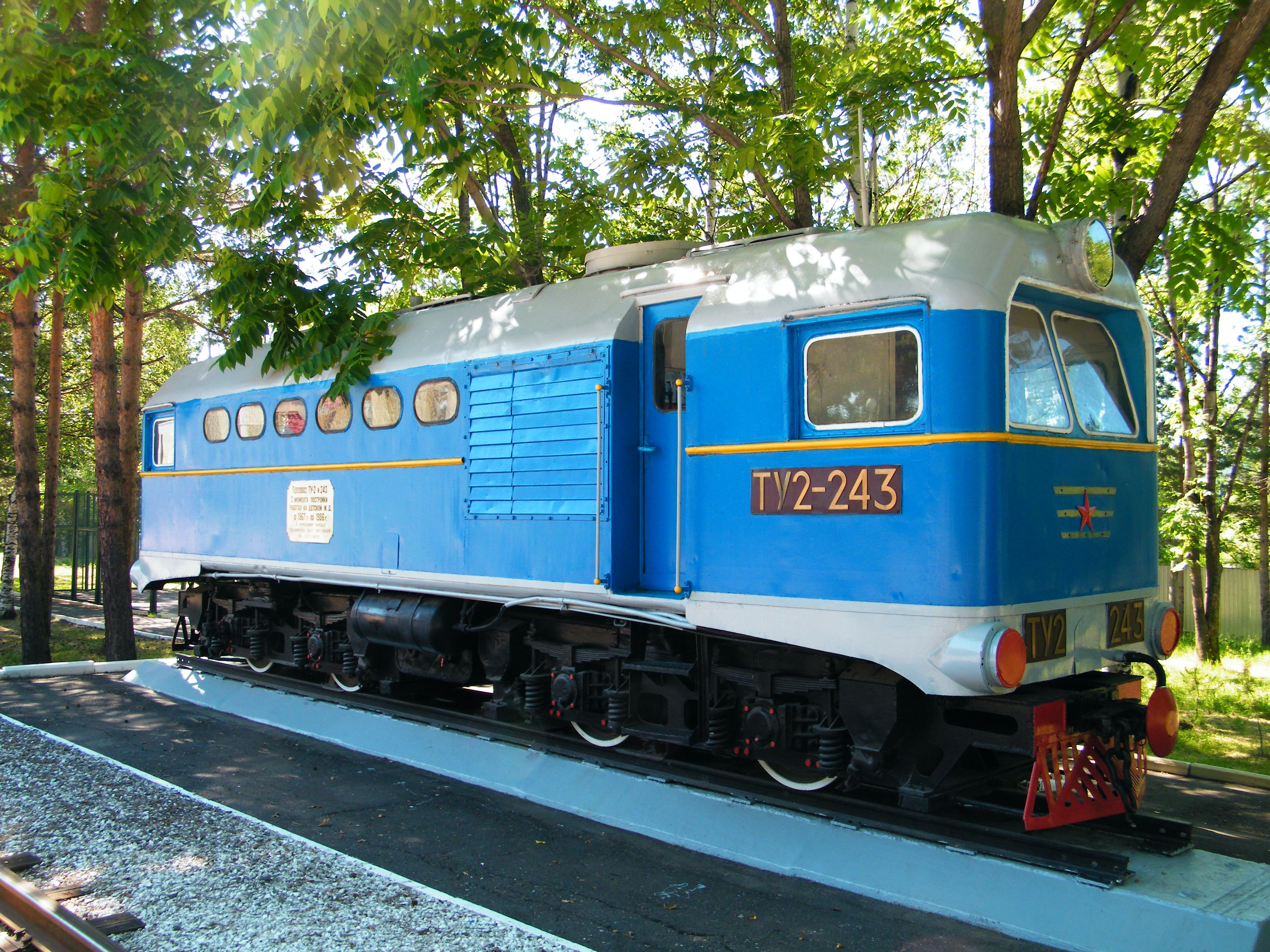
Denkmal der Diesellokomotive ТУ2, 2012

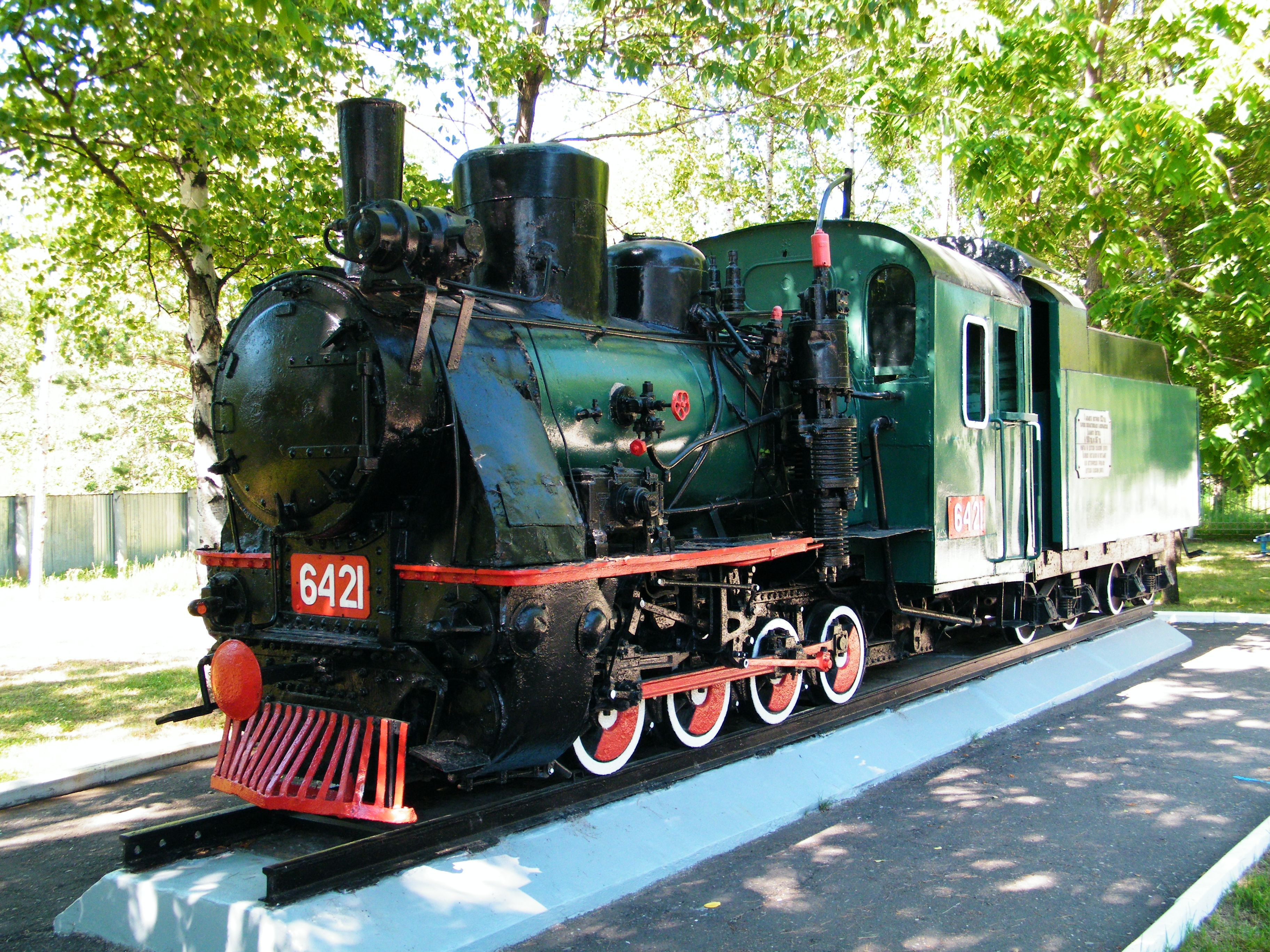
Dampflokomotive 159-6421.

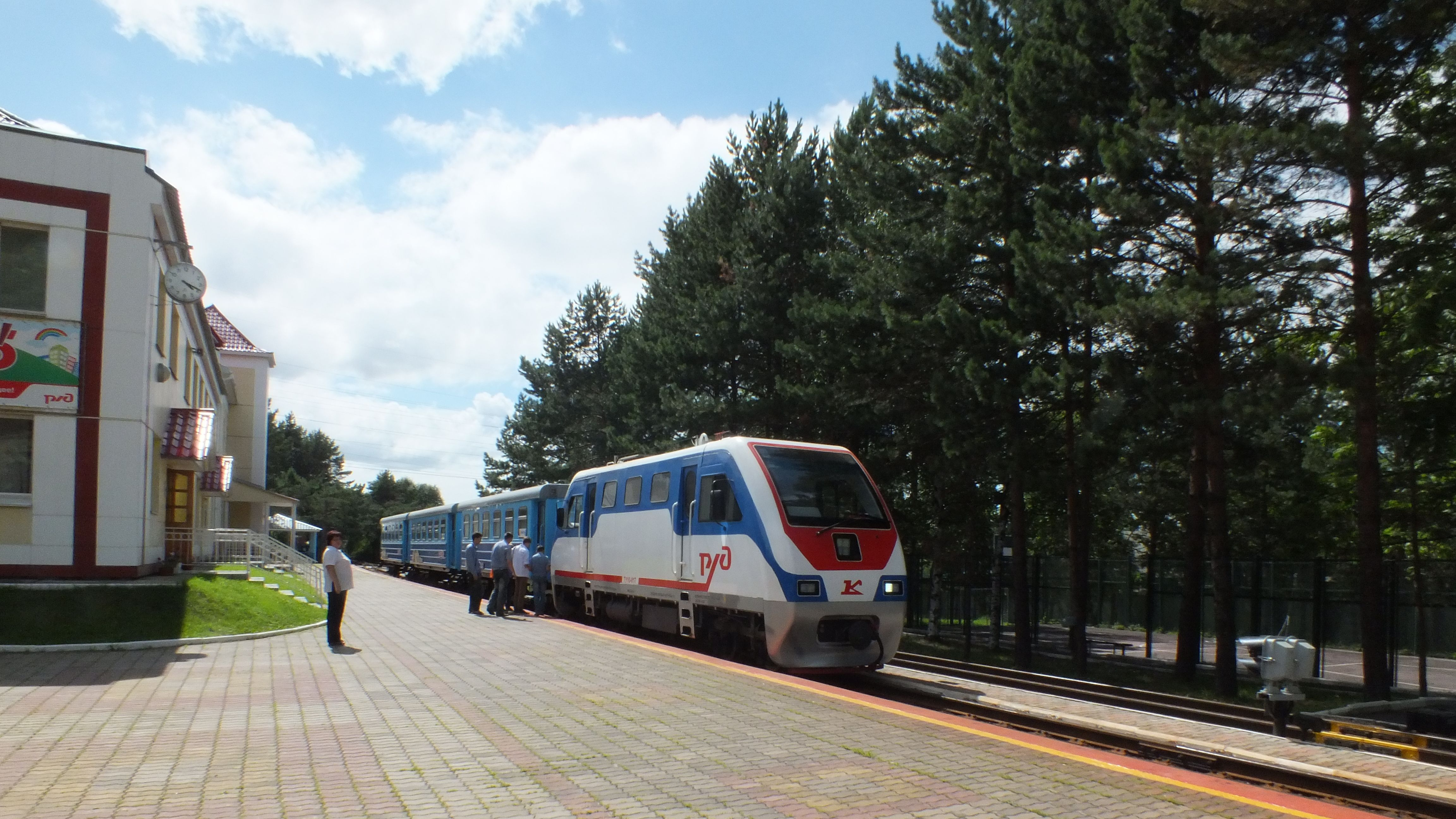
Diesellokomotive ТУ10, 2013.

Der Bau der Kinderbahn wurde ehrenamtlich durchgeführt, nachdem er auf Initiative des Komsomol und der Öffentlichkeit ins Leben gerufen worden war. Die Schmalspurbahn wurde am 19. Mai 1958 in Betrieb genommen.
Zunächst umrundete die Strecke mit einer Länge von 600 Metern in einem Ring den Park einer Sowchose. Anfangs wurden die Fahrgäste mit einem Schienenbus und vier offenen Wagen mit jeweils 15 Sitzplätzen in einem hölzernen Wagenkasten transportiert. Die Schienen waren vom Typ P-18.
Der Schienenbus wurde 1959 durch eine Lokomotive der Baureihe 159 mit der Seriennummer 6421 ersetzt, die seit 1968 auf einem Sockel an der Pionier-Station ausgestellt wird. Noch im gleichen Jahr, 1959,  wurde die Strecke entlang der Karl-Marx-Straße bis zu einer Länge von 3,3 Kilometern mit schwereren 3A-Schienen verlängert. Im Jahr 1965 wurden 4 Metall-Personenwagen der polnischen Wagenfabrik Pafawag mit jeweils 38 Sitzplätzen geliefert und in Betrieb genommen.
Die Station Pionerskaja wurde 1967 etwa 600 Meter von der Hauptstrecke entfernt eingerichtet. Die Dampflokomotive wurde 1968 durch eine Diesellok ТУ2 ersetzt. Das Bahnhofsgebäude an der Station wurde 1972 errichtet. Im Erdgeschoss gibt es darin Büroräume, eine Werkstatt und ein Wartezimmer, und darüber ein mit visuellen Hilfsmitteln ausgestattetes Klassenzimmer.
Für die technische Wartung von Waggons und Lokomotiven wurde 1979 ein Depot mit einer Grube für die Inspektion der Lokomotiven gebaut. Die polnischen Pafawag-Wagen wurden 1986 durch inländische Wagen des Typs PV51 der Maschinenfabrik Demichowo ersetzt, und 1987 kamen statt der Diesellokomotiven TU2 modernere Lokomotiven ТУ7 Diesellokomotiven zum Einsatz.
1999 wurde mit dem Wiederaufbau der Kindereisenbahn begonnen. Die erste Phase des Wiederaufbaus wurde am 25. Mai 2000 abgeschlossen. Eine Reparaturwerkstätte und Ausbildungsgebäude wurden an der Pionierstation errichtet und bei den Gleisen wurden die 3A-Schienen durch schwerere des Typs R-50 ersetzt sowie die Signale und die Kommunikationseinrichtungen modernisiert.

## Schienenfahrzeuge

### Lokomotiven
Auf der Strecke werden folgende Diesellokomotiven eingesetzt:
- Diesellok der SŽD-Baureihe ТУ7 – № 2611 und 2612[2]
- Diesellok der RŽD-Baureihe ТУ10 – № TU10-017[3]

### Weitere Fahrzeuge
Außerdem stehen drei Personenwagen VP750 und sechs aus Metall hergestellte Personenwagen PV51 sowie vier Flachbettgüterwagen zur Verfügung.